# Уруть сибирская
Уру́ть сиби́рская (лат. Myriophyllum sibiricum) — вид цветковых растений рода Уруть (лат. Myriophyllum) семейства Сланоягодниковые (лат. Haloragaceae).

## Ареал и местообитание
Вид распространён в России, Китае и большей части Северной Америки, где растёт в водоёмах, таких как пруды и ручьи.

## Ботаническое описание
Обычно достигает более метра в длину, стебель зелёный. Зелёные веерообразные листья собраны в мутовки, разделены на множество узких перьевидных долей. Соцветие прямостоячее, колосовидное, до 8 см длиной, состоит из мелких цветков, возвышается над поверхностью воды.

## Классификация

### Таксономия
Myriophyllum sibiricum  Kom., 1914, Repert. Spec. Nov. Regni Veg. 13: 168
Вид Уруть сибирская относится к роду Уруть (Myriophyllum) семейства Сланоягодниковые (Haloragaceae) порядка Камнеломкоцветные (Saxifragales). Таксономическая схема в соответствии с Системой APG IV по состоянию на декабрь 2023 года:
|  |                          |  |                                   |                                   |                            |  | еще 14 семейств | еще 14 семейств |                     |  |  |  | еще 68 подтвержденных видов и 18 видов, ожидающих подтверждения |
|  |                          |  |                                   |                                   |                            |  | еще 14 семейств | еще 14 семейств |                     |  |  |  | еще 68 подтвержденных видов и 18 видов, ожидающих подтверждения |
|  |                          |  |                                   | порядок Камнеломкоцветные         |                            |  |                 |                 | род Уруть           |  |  |  |                                                                 |
|  |                          |  |                                   | порядок Камнеломкоцветные         |                            |  |                 |                 | род Уруть           |  |  |  |                                                                 |
|  | клада Цветковые растения |  |                                   |                                   | семейство Сланоягодниковые |  |                 |                 | вид Уруть сибирская |  |  |  |                                                                 |
|  | клада Цветковые растения |  |                                   |                                   | семейство Сланоягодниковые |  |                 |                 |                     |  |  |  |                                                                 |
|  |                          |  | ещё 63 порядка цветковых растений | ещё 63 порядка цветковых растений |                            |  |                 | еще 6 родов     | еще 6 родов         |  |  |  |                                                                 |
|  |                          |  |                                   | ещё 63 порядка цветковых растений |                            |  |                 |                 | еще 6 родов         |  |  |  |                                                                 |

## Синонимика
- Myriophyllum exalbescens Fernald
- Myriophyllum exalbescens var. magdalenense (Fernald) Á.Löve
- Myriophyllum magdalenense Fernald
- Myriophyllum spicatum subsp. exalbescens (Fernald) Hultén
- Myriophyllum spicatum var. capillaceum Lange
- Myriophyllum spicatum var. exalbescens (Fernald) Jeps.
- Myriophyllum spicatum var. muricatum Maxim.
- Myriophyllum spicatum var. squamosum Laest. ex Hartm.